# Steven Truscott
Steven Murray Truscott (* 18. Januar 1945 in Vancouver, Kanada) ist ein kanadisches Justizopfer. 1959 wurde er im Alter von 14 Jahren als jüngste Person in der kanadischen Justizgeschichte zunächst zum Tod verurteilt, nach zehn Jahren Haft auf Bewährung entlassen und 48 Jahre nach dem Urteil (2007) freigesprochen.

## Der Mordfall Lynne Harper
Am Abend des 9. Juni 1959 verschwand die zwölfjährige Lynne Harper (* 31. August 1946). Zwei Tage später fand man sie vergewaltigt und mit ihrer eigenen Bluse erdrosselt nahe der Kleinstadt Clinton (Provinz Ontario). In Tatverdacht geriet ihr Klassenkamerad Steven Truscott. Zeugen hatten gesehen, wie er das Mädchen zwischen 19 und 19:30 Uhr auf seinem Fahrrad mitgenommen hatte. Truscott bestritt, etwas mit dem Verbrechen zu tun zu haben und gab an, er habe Lynne Harper wohlbehalten an einer Kreuzung abgesetzt, wo sie in ein fremdes Auto eingestiegen sei.

## Urteil, Haftzeit und Freilassung
Am 30. September 1959 sprach der Supreme Court of Ontario (mittlerweile umbenannt in Ontario Superior Court of Justice) Steven Truscott unter Anwendung des Erwachsenenstrafrechts der Vergewaltigung und des Mordes schuldig und verurteilte ihn zum Tod durch den Strang. Die Hinrichtung wurde zunächst für den 8. Dezember 1959 anberaumt, am 20. November erklärte man jedoch einen vorläufigen Aufschub, da Truscott von seinem Recht auf Anrufen der höheren Gerichtsinstanz Gebrauch gemacht hatte. Am 21. Januar 1960 wurde seine Appellation beim Ontario Court of Appeal abgelehnt. Einen Tag später wandelte Premierminister John Diefenbaker, der als Gegner der Todesstrafe bekannt war, das Urteil in eine lebenslange Freiheitsstrafe um. Der Supreme Court of Canada wies am 24. Februar 1960 eine Appellation des Verurteilten ab, da nach der Rechtslage kein Anspruch auf eine Überprüfung des Urteils durch das höchste Gericht des Landes bestand.
Nach der Veröffentlichung des Buchs von Isabel LeBourdais 1966 geriet der Fall erneut in die Diskussion. Die kanadische Regierung gab beim Supreme Court of Canada ein Rechtsgutachten in Auftrag. Im Januar 1967 entschied der Gerichtshof mit acht zu eins Stimmen, dass eine Appellation, sollte Truscott eine solche einlegen, erfolglos sein würde.
Aufgrund des persönlichen Einsatzes von Rechtsanwälten und Gönnern wurde Steven Truscott am 21. Oktober 1969 mit einer Bewährungsfrist von fünf Jahren vorläufig aus dem Gefängnis entlassen. Unter anderem Namen nahm er eine Erwerbstätigkeit auf, heiratete und wurde Vater von drei Kindern. 1974 erklärten die Justizbehörden die Bewährung für erfolgreich; Truscott war nun offiziell ein freier Mann.

## Wiederaufnahmeverfahren und Freispruch
Im Jahr 2000 recherchierte die öffentlich-rechtliche kanadische Fernsehgesellschaft CBC erneut über den Fall und fand dabei Hinweise auf Ermittlungsfehler im ursprünglichen Prozess. Auf dieser Grundlage erreichte Steven Truscott 2001 die Eröffnung eines Wiederaufnahmeverfahrens. Dabei trat zu Tage, dass die Staatsanwaltschaft 1959 dem Gericht verfälschte belastende Indizien vorgelegt und entlastende Indizien offenbar systematisch unterschlagen hatte. Aufgrund des Mageninhalts der Ermordeten hatte der Gerichtsmediziner den Todeszeitpunkt zunächst auf die frühen Morgenstunden des 10. Juni festgelegt. Diese Angabe wurde in den Akten jedoch willkürlich auf 19 bis 20 Uhr des Vortages zurückdatiert. Nur zu dieser Zeit konnte Truscott als Täter in Frage kommen, für den Morgen des Folgetages hatte er ein sicheres Alibi. Sein Verteidiger sowie das Gericht erfuhren nichts von dieser Manipulation. Bei der Polizei zu Protokoll gegebene Zeugenaussagen, die Steven Truscott entlasteten, wurden von der Staatsanwaltschaft im Prozess verschwiegen. Seine Aussage, er habe Lynne Harper in ein Auto einsteigen gesehen, wurde als unglaubwürdig abgetan, obwohl bekannt war, dass das Mädchen öfter per Anhalter gefahren war. Truscott konnte Fabrikat und Farbe des Fahrzeugs genau beschreiben, dennoch wurde dieser Spur in keiner Weise nachgegangen. Auch eine Überprüfung vorbestrafter Sexualstraftäter aus der Gegend – eigentlich kriminalistische Routine in derartigen Fällen – war nicht erfolgt, da sich die Kriminalpolizei bereits zwei Tage nach dem Leichenfund auf Truscott als Täter festgelegt hatte.
2006 wurde Lynne Harpers Grab geöffnet, doch konnten keine brauchbaren DNA-Spuren gefunden werden. Am 28. August 2007 bezeichnete der Ontario Court of Appeal den Schuldspruch gegen Steven Truscott von 1959 als „Justizirrtum“ und hob das Urteil auf. Allerdings stellte der Gerichtshof auch klar, dass dieser Freispruch aus Mangel an Beweisen und nicht wegen erwiesener Unschuld erfolgte. Noch am selben Tag bat der Justizminister der Provinz Ontario, Michael Bryant, Steven Truscott um Entschuldigung für das Fehlurteil von 1959 und kündigte eine Prüfung über eine mögliche Entschädigung für das erlittene Unrecht an. Im Juli 2008 gab die Regierung der Provinz Ontario bekannt, dass Truscott 6,5 Millionen Kanadische Dollar Schadensersatz erhalten werde.

## Öffentlichkeitswirkung des Falls
Das Todesurteil gegen Steven Truscott hatte 1959/60 die Debatte um eine mögliche Abschaffung der Todesstrafe in Kanada maßgeblich angeheizt. Sowohl das jugendliche Alter des Delinquenten als auch die öffentlichen Zweifel an seiner Schuld führten zu heftigen Diskussionen. Die letzte Hinrichtung in Kanada fand 1962 statt, 1976 wurde die Todesstrafe für Verbrechen in Friedenszeiten, 1998 auch im Kriegsstrafrecht abgeschafft. 
Aus Bestürzung über das Todesurteil schrieb der kanadische Schriftsteller Pierre Berton im Herbst 1959 das Gedicht Requiem for a Fourteen-Year-Old. Über den Fall Truscott erschienen mehrere Sachbücher und belletristische Werke (siehe Literatur). Die kanadische Rockband Blue Rodeo verarbeitete den Fall in ihrem Titel Truscott, der auf dem Album The Days in Between (2000) erschien.